# Ordoliberalisme
Ordoliberalisme er en tysk variant af liberalismen mellem socialliberalisme og neoliberalisme. Den understreger behovet for, at staten sikrer, at markedsøkonomien frembringer resultater, som ligger tæt ved dens teoretiske potentiale. Ordoliberalismen har været grundlaget for den tyske "sociale markedsøkonomi" (soziale Marktwirtschaft), som blev opbygget i Vesttyskland efter 2. verdenskrig. Ordoliberalisme blev af en af sine intellektuelle ophavsmænd Wilhelm Röpke karakteriseret som "liberal konservatisme". Selve udtrykket ordoliberalisme har navn efter det tyske videnskabelige tidsskrift ORDO.
Ordoliberalismen anses for via Tyskland at have fået stor betydning for udformningen af den Europæiske Union og dennes institutioner.

## Oprindelse
Ordoliberalismen blev udviklet i perioden 1930-50 af tyske økonomer og jurister fra den såkaldte Freiburgskole, bl.a. Walter Eucken og Franz Böhm, der begge var professorer i Freiburg. Franz Böhm var desuden i en årrække efter anden verdenskrig medlem af den tyske forbundsdag for partiet CDU. En tredje ophavsmand til ordoliberalismen var økonomen Wilhelm Röpke.
Selve begrebet ordoliberalisme blev dannet i 1950 af Hero Moeller med henvisning til det tværvidenskabelige tidsskrift ORDO — Jahrbuch für die Ordnung von Wirtschaft und Gesellschaft. Tidsskriftet, der blev grundlagt i 1948 af Eucken og Böhm og stadig udkommer årligt, beskæftiger sig med de økonomiske og politiske institutioner, der er fremtrædende i det moderne samfund.
Ordoliberalismen er fast forankret i tysk tradition og kan ses som en videreudvikling af den såkaldte tyske historiske nationaløkonomiske skole, som mente, at markedsøkonomiens forudsætninger må forstås ud fra hver nations erfaringer, sociale traditioner og kulturelle særtræk, ikke ud fra en abstrakt universel markedsmodel.

## Indhold
Et udgangspunkt for ordoliberalismen er, at konkurrence har en tendens til at blive sat ud af spillet på et ureguleret marked, fordi den efterhånden vil blive afløst af karteller, oligopoler eller monopoler. Derfor må der være en stærk og interventionistisk statsmagt, som med aktive indgreb på markedet sørger for, at sunde konkurrenceforhold opretholdes. Staten skal også opretholde et stabilt juridisk regelsæt for aktørerne på markedet. Konkurrencelovgivning var derfor et vigtigt programpunkt.
Erfaringerne fra mellemkrigstidens politiske katastrofe i Tyskland, hvor årene med hyperinflation banede vej for nazisternes magtovertagelse, førte ordoliberalisterne frem til opfattelsen af, at folkestyrets rækkevidde måtte begrænses og uafhængigheden garanteres for stærke institutioner, som kan opretholde en stabil ramme for markedsøkonomien. I sidste ende drejede det sig om en overbevisning om, at kun økonomisk velstand ville kunne holde politiske katastrofer og krig på afstand.
Ordoliberalismen foreskriver en tydeligt defineret arbejdsdeling i styringen af samfundsøkonomien, hvor forskellige institutioner har forskellige mål og opgaver. Penge- og valutapolitikken bør varetages af en uafhængig centralbank, der har til opgave at sørge for pengepolitisk stabilitet og lav inflation. Regeringen har ansvar for finanspolitikken (skatter og offentlige udgifter) og har ansvaret for at opretholde sunde statsfinanser. Opgaven at sikre makroøkonomisk stabilitet og en høj beskæftigelse påhviler arbejdsmarkedets parter, som af staten skal tilskyndes til at træffe ansvarlige kollektive aftaler på nationalt niveau. Ordoliberalisterne er generelt modstandere af keynesianske synspunkter, hvor regeringen ved at føre en enten ekspansiv eller kontraktiv finanspolitik direkte bør styre efterspørgslen i økonomien og dermed konjunkturerne. Keynesiansk tankegang har dermed også haft relativt lille indflydelse i Tyskland.
Den stærke stat skal således sørge for orden i samfundsøkonomien, men inden for disse rammer bør markedsøkonomien være fri for demokratisk styring i øvrigt. I modsætning til for eksempel nyliberale ser ordoliberale imidlertid en høj organisationsgrad og kollektive overenskomster på arbejdsmarkedet som noget positivt, som bidrager til samfundsøkonomisk stabilitet. På samme måde opfattes også omfattende sociale forsikringsordninger via trepartsforhandlinger mellem staten og arbejdsmarkedets parter som en stabiliserende faktor.
I trepartssamarbejdet mellem stat, fagforeninger og arbejdsgiverorganisationer har den ordoliberale sociale markedsøkonomi dermed klare korporative træk. 